# Jacques Songeon
Pour les articles homonymes, voir Songeon.
Jacques Songeon est un homme politique français né le 3 septembre 1818 à Bourgoin (Isère) et décédé le 17 février 1889 à Paris 9e.
Fils de Jean-Marie Songeon, général du Premier Empire, il participe activement à la Révolution française de 1848. Impliqué dans la journée du 13 juin 1849, il s'exile en Belgique et ne revient en France qu'en 1861. Élu conseiller municipal de Paris en 1876, il devient président du conseil municipal en 1882. Il est sénateur de la Seine de 1885 à 1889, siégeant à l'extrême gauche.
Il est inhumé au cimetière Montmartre, 17e division, avec son épouse Marie Roume et des membres de la famille Roume.

## Sources
- « Jacques Songeon », dans Adolphe Robert et Gaston Cougny, Dictionnaire des parlementaires français, Edgar Bourloton, 1889-1891 [détail de l’édition]